# Giewartów (gromada)
Giewartów – dawna gromada, czyli najmniejsza jednostka podziału terytorialnego Polskiej Rzeczypospolitej Ludowej w latach 1954–1972.
Gromady, z gromadzkimi radami narodowymi (GRN) jako organami władzy najniższego stopnia na wsi, funkcjonowały od reformy reorganizującej administrację wiejską przeprowadzonej jesienią 1954 do momentu ich zniesienia z dniem 1 stycznia 1973, tym samym wypierając organizację gminną w latach 1954–1972.
Gromadę Giewartów z siedzibą GRN w Giewartowie utworzono – jako jedną z 8759 gromad na obszarze Polski – w powiecie konińskim w woj. poznańskim, na mocy uchwały nr 25/54 WRN w Poznaniu z dnia 5 października 1954. W skład jednostki weszły obszary dotychczasowych gromad Giewartów, Giewartów Holendry, Gostuń i Mieczownica oraz miejscowości Kossewo i Budy Kossewskie z dotychczasowej gromady Kossewo ze zniesionej gminy Ostrowite, a także obszary dotychczasowych gromad Kochowo i Niezgoda oraz miejscowość Kochowo-Parcele (kolonia) z dotychczasowej gromady Kochowo-Parcele ze zniesionej gminy Młodojewo – w tymże powiecie. Dla gromady ustalono 18 członków gromadzkiej rady narodowej.
1 stycznia 1956 gromada weszła w skład reaktywowanego powiatu słupeckiego w tymże województwie.
1 stycznia 1958 do gromady Giewartów włączono miejscowość Tomiszewo ze zniesionej gromady Siernicze Wielkie w tymże powiecie.
Gromada przetrwała do końca 1972 roku, czyli do kolejnej reformy gminnej.